# ماریو ده ساراگا
ماریو ده ساراگا (اسپانیایی: Mario de Sárraga‎؛ زادهٔ ۲۲ اوت ۱۹۸۰) دوچرخه‌سوار اهل اسپانیا است.